# پنتی
پنتی، روستایی از توابع بخش مرکزی شهرستان ایذه، در استان خوزستان ایران است.

## جمعیت
این روستا در دهستان پیان قرار دارد و محل زندگی تیره شیخ میروند از طایفه بویری میباشد.
جمعیت آن  براساس سرشماری مرکز آمار ایران  در سال ۱۳۹۵، جمعیت آن ۲۵ نفر (۵خانوار) بوده‌است.